# Chiesa di Nostra Signora della Concezione e della Buona Morte
La chiesa di Nostra Signora della Concezione e della Buona Morte (in portoghese Igreja de Nossa Senhora da Conceição e Boa Morte) è un luogo di culto cattolico situato in rua do Rosário a Rio de Janeiro.

## Storia e descrizione
Le Confraternite di Nostra Signora della Concezione e di Nostra Signora dell'Assunzione e della Buona Morte furono inizialmente istituite in chiese diverse, ma intorno al 1721 fondarono insieme una cappella nella parte bassa della città, sul sito dell'attuale chiesa. Il 25 marzo 1735 fu posata la prima pietra del nuovo edificio, un progetto del brigadiere José Fernandes Pinto Alpoim. Ben presto però tra le due confraternite sorsero gravi disaccordi.
Solo nel 1820, dopo una discussione durata due giorni, si decise che l'Ordine di Nostra Signora della Concezione degli Uomini Bruni si sarebbe unito alla Confraternita di Nostra Signora della Buona Morte, ponendo così fine a una disputa durata 60 anni.
Nel 1838 iniziarono così i lavori per la nuova chiesa. Nel 1853 l'edificio fu completato e fu consacrato dal vescovo Conde de Irajá il 14 dicembre dello stesso anno, con le immagini che erano state conservate nella chiesa di San Francesco da Paola che vi furono portate in processione. L'apertura dell'Avenida Central nel 1903 non modificò seriamente la chiesa, che perse il suo sagrato a destra, dove si trovavano le catacombe.
Nel 1735 si decise di costruire un nuovo edificio, progettato dall'ingegnere militare portoghese José Fernandes Pinto Alpoim. La pianta è a croce latina a tre navate, con transetto ottagonale sormontato da una cupola, una soluzione innovativa per la città. Il presbiterio presenta lo stesso stile della chiesa.
Il presbiterio presenta intagli rococò di Mestre Valentim, oltre a quattro tele raffiguranti gli Evangelisti di autori anonimi. Gli altari laterali sono opera di Manoel Francisco dos Santos Deveza e furono costruiti tra il 1835 e il 1840. Nella sacrestia si trovano due tele del XVIII secolo, una raffigurante la Madonna della Concezione, di Raimundo da Costa e Silva, e l'altra la Madonna della Buona Morte, di Leandro Joaquim.
La facciata è stata notevolmente modificata nel XX secolo (torre e frontone), ma conserva il portale originale progettato da Mestre Valentim.